# 中华人民共和国毒品政策
中华人民共和国在全国范围内通过多种方式开展禁毒宣传教育，普及禁毒知识。主要目的是提高公众对毒品危害的认识，增强社会整体的禁毒意识。禁毒宣传教育的核心任务是普及相关知识，揭示毒品对个人、家庭及社会的负面影响，特别是加强青少年的禁毒意识，并倡导建立社会预防吸毒的机制，减少新增吸毒者的比例。中华人民共和国的禁毒政策在其近代历史背景下形成，对毒品的危害保持警惕并采取严格的措施。
然而，有些批评意见认为，中华人民共和国的禁毒政策可能过于依赖威慑手段，未充分关注吸毒行为的社会与心理根源。此外，这些政策可能对药物的医学研究带来一定限制。例如，在中华人民共和国，一些国际上具有医学适应症的药物（如MDMA、苯丙胺）仍被严格禁止，从而限制了其潜在的医学研究用途。

## 政策法规

### 禁毒措施与实施
中华人民共和国政府将禁止非法种植原料植物作为重点工作之一。国家麻醉品管制委员会每年在全国范围内协调相关行动，特别是在重点地区开展非法种植调查和监测。2008年，国家开展了一系列禁毒执法行动，共破获毒品犯罪案件62,000起，抓获犯罪嫌疑人74,000人，缴获海洛因4.4吨、甲基苯丙胺及片剂6.2吨、摇头丸107.8万片、氯胺酮5.3吨、大麻2.2吨、鸦片1.4吨、可卡因0.8吨，清理非法种植的罌粟花377.9万株和大麻308,000株。

### 阻止外国毒品进入
中华人民共和国海关与海外执法机构合作，采取措施防止外国毒品入境。自2022年以来，中华人民共和国海关共立案侦办毒品走私案件1037起，缴获包括可卡因、甲基苯丙胺在内的各类毒品共计5.3吨。

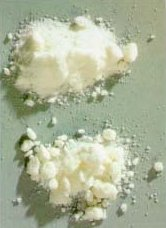
可卡因

中华人民共和国积极参与并支持联合国倡导的分区域禁毒合作行动，同时不断加强与外国的双边和多边国际禁毒合作。例如，中华人民共和国与美国、加拿大、日本、法国、澳大利亚、泰国、缅甸、老挝、越南及柬埔寨等国家开展了禁毒情报交流与执法合作。
自1996年以来，中华人民共和国先后与缅甸、老挝、越南、俄罗斯等国家建立了边境地区禁毒执法合作联络官制度，并通过国际禁毒情报交流与司法协助，联合美国、加拿大、日本和韩国等国家的执法部门，共同打击跨国毒品犯罪。
| 年份                 | 2018 | 2019 | 2020 | 2022-2023.5 |
| -------------------- | ---- | ---- | ---- | ----------- |
| 查获案件数(件)       | 596  | 735  | 610  | 1037        |
| 缴获毒品总重量（吨） | 4.61 | 2.77 | 1.6  | 5.3         |

## 教育
中华人民共和国目前采取的禁毒教育措施包括以下几个方面：
一是动员社会力量参与
中华人民共和国通过发挥教育、民政、工商、工会、共青团、妇联等社会机构的协作作用，以知识竞赛、专题讲座、图片展览、街头宣传等多种形式，配合各级禁毒和宣传部门开展宣传活动。
二是推进禁毒教育走进课堂和家庭
部分地区学校将禁毒教育纳入法制教育体系，每学期安排相应课时，结合化学、生物等学科知识，并使用现代化教学手段，为学生普及毒品危害相关知识。
学校被认为是开展禁毒教育的重要场所之一。在学校开展的毒品预防教育旨在培养学生识别和拒绝毒品的能力，同时通过加强心理素质教育来帮助学生抵御毒品侵害。具体措施包括将禁毒教育纳入学生德育课程的重要部分，为中小学生开展以毒品预防为主题的教育活动。学校通过良好的校风和学风建设，为学生提供健康成长的环境。
中华人民共和国的禁毒教育政策受到多方面的批评。有观点认为，“禁毒教育”过于注重意识形态方法，而忽视了循证策略。这种基于恐惧的方法可能因夸张或不准确的信息而导致参与者失去信任，进而驳回所有提供的教育内容，甚至可能增加不健康的吸毒行为风险。
此外，使用“门户药物”理论（即认为使用如大麻等“软”毒品不可避免地会导致吸食海洛因或可卡因等“硬”毒品）也受到广泛批评，认为该理论过于简单化，且缺乏充分的证据支持。通过负面描述吸毒者，一些禁毒教育项目可能会加深社会对吸毒者的耻辱感，进而使他们更难寻求帮助以解决成瘾或相关问题。
禁毒教育通常采取道德主义的方式，将吸毒视为不道德行为，而未能充分讨论导致吸毒的社会、心理或医疗因素。此外，这些项目对药物的分类常采取二元化观点，将所有药物一概标记为有害，未能探讨某些物质的潜在医疗用途，从而未能全面反映药物使用的复杂性。

## 宏观视角
毒品犯罪的治理与国家安全密切相关。长期以来，中华人民共和国采取了“重罚严惩”的禁毒刑事政策。然而，在禁毒司法成本高昂、执法负担较重的背景下，该政策的成效仍存在争议。
一方面，近年来毒品犯罪案件数量虽有所下降，但总体数量仍然较大；另一方面，尽管吸毒人员的增长速度有所放缓，其总人数仍然庞大。这表明现行政策在遏制毒品犯罪和吸毒行为方面仍有改进空间。

### 经济角度
形式定罪标准低，司法资源过度占用
根据《中华人民共和国刑法》第347条规定，走私、销售、运输、制造毒品，无论数量多少，均应追究刑事责任，并给予刑事处罚。 然而，这一规定使许多轻微毒品案件占用了大量禁毒司法机关的资源，导致执法与审判负担加重。

### 社会人文视角
对吸毒者角色的重新认识
吸毒者的角色定位在社会观念中逐渐演变。传统观念往往将吸毒者视为“坏人”或“违法者”，并受到社会排斥与法律惩罚。《禁毒法》颁布后，吸毒者被重新赋予了“违法者”、“病人”和“受害者”的多重身份。
戒毒教育与社会重建
中华人民共和国的戒毒所为吸毒者提供了多样化的戒毒教育，包括课堂教学、体能康复训练、心理危机干预、职业技能培训以及辅助教育活动。这些措施旨在帮助吸毒者戒除毒瘾，重建对健康生活的信心，同时掌握职业技能，为重新融入社会创造条件。

### 法律视角
中华人民共和国制定了以刑法为核心的毒品犯罪打击政策，对毒品相关违法行为采取严格的法律制裁措施。根据《中华人民共和国刑法》的规定，非法持有超过1公斤鸦片或50克海洛因，以及其他严重毒品违法行为，可能被判处最高刑罚，包括死刑。